# Терлок (Каліфорнія)
Терлок (англ. Turlock) — місто (англ. city) в США, в окрузі Станіслаус штату Каліфорнія. Населення — 72 740 осіб (2020).

## Географія
Терлок розташований за координатами 37°30′19″ пн. ш. 120°51′32″ зх. д. / 37.50528° пн. ш. 120.85889° зх. д. (37.505214, -120.858764). За даними Бюро перепису населення США в 2010 році місто мало площу 43,84 км², уся площа — суходіл.

### Клімат
| Клімат : Терлок         | Клімат : Терлок | Клімат : Терлок | Клімат : Терлок | Клімат : Терлок | Клімат : Терлок | Клімат : Терлок | Клімат : Терлок | Клімат : Терлок | Клімат : Терлок | Клімат : Терлок | Клімат : Терлок | Клімат : Терлок | Клімат : Терлок |
| Показник                | Січ.            | Лют.            | Бер.            | Квіт.           | Трав.           | Черв.           | Лип.            | Серп.           | Вер.            | Жовт.           | Лист.           | Груд.           | Рік             |
| Абсолютний максимум, °C | 20,0            | 25,0            | 30,6            | 35,6            | 39,4            | 42,2            | 45,6            | 43,9            | 39,4            | 36,7            | 28,3            | 21,1            | 45,6            |
| Середній максимум, °C   | 12,8            | 16,1            | 20,0            | 22,8            | 27,2            | 31,1            | 34,4            | 33,3            | 31,1            | 25,6            | 17,8            | 12,2            | 23,7            |
| Середня температура, °C | 8,6             | 11,1            | 13,9            | 16,4            | 20,0            | 23,3            | 25,8            | 25,0            | 23,1            | 18,6            | 12,5            | 8,1             | 17,2            |
| Середній мінімум, °C    | 4,4             | 6,1             | 7,8             | 10,0            | 12,8            | 15,6            | 17,2            | 16,7            | 15,0            | 11,7            | 7,2             | 3,9             | 10,7            |
| Абсолютний мінімум, °C  | −7,8            | −3,9            | 0,6             | 1,7             | 5,6             | 7,2             | 11,7            | 11,1            | 8,9             | 3,9             | −1,1            | −7,8            | −7,8            |
| ----------------------- | --------------- | --------------- | --------------- | --------------- | --------------- | --------------- | --------------- | --------------- | --------------- | --------------- | --------------- | --------------- | --------------- |

## Демографія
Згідно з переписом 2010 року, у місті мешкало 68 549 осіб у 22 772 домогосподарствах у складі 16 669 родин. Густота населення становила 1563 особи/км². Було 24627 помешкань (562/км²).
Расовий склад населення:
| - 69,8 % — білих - 5,6 % — азіатів - 1,7 % — чорних або афроамериканців - 0,9 % — корінних американців - 0,5 % — вихідців з тихоокеанських островів - 16,5 % — осіб інших рас |

До двох чи більше рас належало 5,0 %. Частка іспаномовних становила 36,4 % від усіх жителів.
За віковим діапазоном населення розподілялося таким чином: 27,5 % — особи молодші 18 років, 60,8 % — особи у віці 18—64 років, 11,7 % — особи у віці 65 років та старші. Медіана віку мешканця становила 32,5 року. На 100 осіб жіночої статі у місті припадало 94,8 чоловіків; на 100 жінок у віці від 18 років та старших — 90,9 чоловіків також старших 18 років.
Середній дохід на одне домашнє господарство становив 67 569 доларів США (медіана — 51 401), а середній дохід на одну сім'ю — 76 202 долари (медіана — 60 604). Медіана доходів становила 47 053 долари для чоловіків та 38 349 доларів для жінок. За межею бідності перебувало 17,5 % осіб, у тому числі 21,5 % дітей у віці до 18 років та 12,9 % осіб у віці 65 років та старших.
Цивільне працевлаштоване населення становило 29 373 особи. Основні галузі зайнятості: освіта, охорона здоров'я та соціальна допомога — 27,6 %, роздрібна торгівля — 12,8 %, виробництво — 12,6 %.

## Уродженці
- Еріка Ірвін (* 1979) — американська модель, акторка та фітнес-тренер.